# Кампаньола-Кремаска
Кампаньола-Кремаска (итал. Campagnola Cremasca) — коммуна в Италии, располагается в регионе Ломбардия, в провинции Кремона.
Население составляет 606 человек (2008 г.), плотность населения составляет 152 чел./км². Занимает площадь 4 км². Почтовый индекс — 26013. Телефонный код — 0373.
Покровителем коммуны почитается святой Панкратий Римский, празднование 11 мая.

## Демография
Динамика населения:

## Администрация коммуны
- Официальный сайт: http://www.comune.campagnolacremasca.cr.it/ Архивная копия от 22 сентября 2010 на Wayback Machine